# Subsessor bocourti
Subsessor bocourti är en ormart som beskrevs av Jan 1865. Subsessor bocourti är ensam i släktet Subsessor som ingår i familjen Homalopsidae. IUCN kategoriserar arten globalt som livskraftig. Inga underarter finns listade i Catalogue of Life.
Denna orm förekommer med flera från varandra skilda populationer på det sydostasiatiska fastlandet från sydöstra Kina till Vietnam och norra Malackahalvön. Den är med en längd mellan 75 och 150 cm medelstor. Arten vistas i leriga floder och träskmarker och äter fiskar och groddjur. Honor föder levande ungar (ovovivipari).